# Eliana Pedrosa
Eliana Maria Passos Pedrosa (Bicas, 26 de fevereiro de 1953), é uma química e política brasileira, filiada ao União Brasil (União).

## Vida pessoal
Nasceu em Bicas, Minas Gerais, em 26 de fevereiro de 1953. Passou a infância no Rio de Janeiro e aos 15 anos mudou-se para Brasília com os pais José Pedrosa e Maria d’Apparecida Pedrosa. Na cidade, estudou em escolas públicas tradicionais como o Caseb e o Elefante Branco. Formou-se em Química pela Universidade de Brasília (UnB). Eliana Pedrosa, nome adotado na política, é mãe de quatro filhos, avó de sete netos e bisavó de 1 bisneto. Atualmente, Eliana Pedrosa está filiada ao União Brasil e candidatou-se ao Governo do Distrito Federal em 2018.

## Vida política
Na política, só entrou em 2002, quando foi eleita deputada distrital pelo então Partido Liberal (PL). No primeiro mandato, presidiu a Comissão Parlamentar de Inquérito (CPI) da Saúde, que apurou denúncias de diversos tipos na saúde pública do DF. Em 2006, foi reeleita, desta vez pelo então Partido da Frente Liberal (PFL), que depois passou a ser Democratas. Entre 2007 e 2009, Eliana Pedrosa foi secretária de Estado de Desenvolvimento Social e Transferência de Renda (Sedest). Em 2010, foi reeleita para um terceiro mandato na Câmara Legislativa do Distrito Federal, com 35.387 votos.
Migrou para o Partido Social Democrático (PSD), legenda que ajudou a fundar no Distrito Federal. Em 2013, recebeu convite para ingressar nos quadros do Partido Popular Socialista (PPS).
Em 2014, Eliana pretendia ser a candidata ao Governo do Distrito Federal, porém aceitou o convite para ser a vice na chapa do candidato a governador José Roberto Arruda (PR). Entretanto, o Presidente Nacional do PPS, Roberto Freire, vetou a candidatura e aliança com Arruda. O diretório nacional do partido optou por apoiar o candidato tucano Luiz Pitiman, lançando Eliana Pedrosa como candidata a deputada federal pelo PPS, porém ela não obteve êxito. Apesar de ter sido a nona mais votada, com mais de 55 mil votos, não conseguiu ser eleita e ficou como suplente do deputado Izalci do PSDB.
nas eleições 2018 Ana Pedrosa tentou ser Governadora do Distrito Federal mas não conseguiu obtendo apenas 6,99% dos votos válidos no primeiro turno, indo para o segundo turno os candidatos Ibaneis Rocha (MDB) e Rodrigo Rolemberg (PSB).